# Thaleischweiler-Fröschen
Thaleischweiler-Fröschen är en kommun i Landkreis Südwestpfalz i förbundslandet Rheinland-Pfalz i Tyskland. Kommunen bildades 7 juni 1969 genom en sammaslagning av kommunerna Thaleischweiler och Thalfröschen.
Kommunen ingår i kommunalförbundet Verbandsgemeinde Thaleischweiler-Wallhalben tillsammans med ytterligare 19 kommuner.